# Pristimantis achatinus
Pristimantis achatinus é uma espécie de anfíbio da família Craugastoridae. Pode ser encontrada na Colômbia, Equador e Panamá. Os seus habitats naturais são: florestas subtropicais ou tropicais húmidas de baixa altitude, regiões subtropicais ou tropicais húmidas de alta altitude, plantações, jardins rurais, áreas urbanas e florestas secundárias altamente degradadas.